# Німецька окупація Люксембургу під час Другої світової війни
Німецька окупація Люксембургу у Другій світовій війні розпочалася в травні 1940 року після того, як Велике Герцогство Люксембург зазнало вторгнення нацистської Німеччини. Хоча Люксембург був офіційно нейтральним, він знаходився у стратегічній точці в кінці французької лінії Мажино. 10 травня 1940 року німецький вермахт вторгся у Люксембург, Бельгію та Нідерланди.
Спочатку Люксембург був підпорядкований військовій адміністрації, але згодом став територією, що знаходиться під цивільним управлінням і, нарешті, був приєднаний безпосередньо до Німеччини. Німці вважали Люксембург германською державою і намагалися придушити те, що вони сприймали як чужу французьку мову та культурний вплив. Хоча деякі люксембуржці приєдналися до опору або співпрацювали з німцями, обидва становили меншість населення. Як громадяни Німеччини, з 1942 року багато люксембуржців було призвано до складу німецьких військових. Під час Голокосту було вбито майже 3500 люксембургських євреїв. Визволення країни союзниками розпочалося у вересні 1944 року, але через Арденський наступ воно було завершене лише на початку 1945 року.

## Напередодні вторгнення

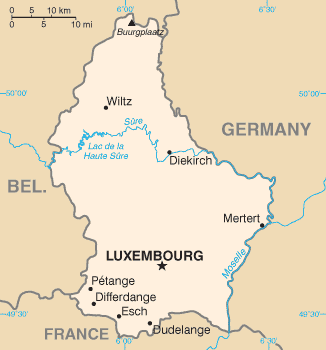
Карта Люксембургу

Початок Другої світової війни 1 вересня 1939 року поставив уряд Люксембургу в делікатну ситуацію. З одного боку, населення симпатизувало Бельгії та Франції; з іншого боку, завдяки політиці нейтралітету країни після Лондонського договору 1867 року уряд зайняв обережну не войовничу позицію щодо своїх сусідів. З 1 вересня Радіо Люксембург припинило мовлення. Навесні 1940 року вздовж кордонів з Німеччиною та Францією було зведено укріплення. Так звана лінія Шустера, названа на честь її конструктора, складалася з масивних бетонних перекриттів зі сталевими дверима. Офіційною метою цих дорожніх блоків було уповільнення прогресу будь-якої армії, що вторглася, і надання часу гарантам нейтралітету Люксембургу на протидію загарбникам. Однак, порівняно з величезною силою німецьких військ, вона мала лише символічний характер і сприяла заспокоєнню населення. За винятком невеликого корпусу жандармів та волонтерів, Люксембург не мав армії через обмеження, передбачені договором. Після кількох помилкових тривог навесні 1940 року ймовірність воєнного конфлікту між Німеччиною та Францією зростала. Німеччина зупинила експорт коксу для люксембургської металургійної промисловості.

## Вторгнення
Сталеві двері лінії Шустера було наказано закрити 10 травня 1940 року о 03:15, після рухів німецьких військ на східній стороні прикордонних річок Наш, Зауер та Мозель. Тим часом німецький спецназ, одягнений у цивільне населення та підтриманий німцями, що мешкають у Люксембурзі, - так званий Stoßtrupp Lützelburg - намагався саботувати радіомовлення та барикади вздовж німецько-люксембурзького кордону, але їх спроба не вдалася. Королівська сім'я була евакуйована зі своєї резиденції в Кольмар-Берзі до великокнязівського палацу в Люксембурзі.
Німецьке вторгнення, яке складалося з 1-ї, 2-ї та 10-ї танкових дивізій, розпочалося о 04:35. Вони не зазнали значного опору, крім деяких зруйнованих мостів та деяких наземних мін, оскільки більшість добровольчого корпусу Люксембургу залишились у своїх казармах. Люксембурзька поліція чинила опір німецьким військам, однак, мало користі; столиця була окупована до обіду. Загальні жертви в Люксембурзі склали 75 поліцейських та солдатів, захоплених у полон, шість поліцейських поранено та один солдат поранено. О 08:00 елементи French 3rd Light Cavalry Division, за підтримки 1-ї бригади спахіїв полковника Жуффо  та 2-а рота 5-го бронетанкового батальйону перетнула південний кордон для проведення зонду німецьких військ; пізніше ці підрозділи відступили за лінію Мажино. До вечора 10 травня 1940 р. Більша частина країни, за винятком півдня, була окупована німецькими військами. Понад 90 000 цивільних осіб евакуювали з кантону Еш-сюр-Альзетт внаслідок наступу. 47 000 бігли до Франції, 45 000 - до центральної та північної частини Люксембургу.
Велика герцогиня Шарлотта та уряд прем'єр-міністра П'єра Дюпонга втекли до Франції, Португалії та Великої Британії, перш ніж остаточно оселитися в Канаді на час війни. Шарлотта, вислана в Лондон, стала важливим символом національної єдности. Її старший син і спадкоємець Жан пішов добровольцем до британської армії в 1942 році. Єдиним офіційним представником, який залишився позаду, був Albert Wehrer, голова урядової комісії, а також 41 член Палати депутатів.

## Управління

### Військова адміністрація

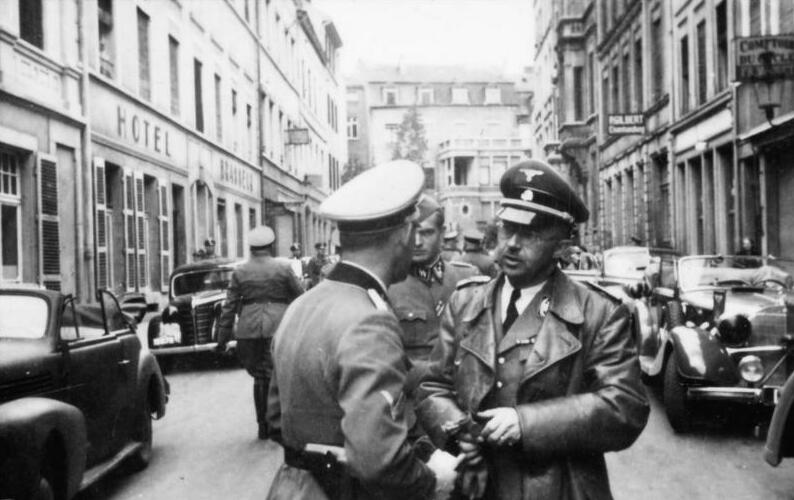
Генріх Гіммлер відвідував Люксембург у липні 1940 року

На початку 10 травня 1940 р. Німецький дипломат фон Радовиц передав генеральному секретарю уряду Люксембургу меморандум німецького уряду, в якому говорилося, що Німеччина не має наміру змінювати територіальну цілісність або політичну незалежність Великого Герцогства. Наступного дня було створено військову адміністрацію для Люксембургу. Люксембурзькі інтереси представляла урядова комісія під керівництвом Альберта Верера, яка складалася з вищих державних службовців і була легітимізована Палатою депутатів. Між цією комісією та військовою владою існували добрі стосунки, оскільки полковник Шумахер виявив широке ставлення до проблем країни та готовність вирішувати їх за консультацією з урядовою комісією.
13 липня 1940 року в місті Люксембург було засновано Volksdeutsche Bewegung (VdB) під керівництвом Даміана Краценберга, викладача німецької мови в Афіне де Люксембург. Його основною метою було пропаганду підштовхувати населення до позицій, прихильних до Німеччини, і саме ця організація використовувала фразу Heim ins Reich.
Кілька депутатів та високопоставлених державних службовців дотримувались думки, що Люксембург може зберегти певний рівень автономії під військовою адміністрацією, як це було в Першій світовій війні, і були зроблені спроби домовитись про якусь домовленість з Німеччиною. Однак незабаром влада в Берліні дала зрозуміти, що цього разу доля Люксембургу буде зовсім іншою. Нацисти вважали люксембурзький народ просто черговою німецькою етнічною групою, а Велике Герцогство - німецькою територією. Військова влада була виведена з Люксембургу до 31 липня 1940 р. Для заміни цивільною адміністрацією під керівництвом Густава Саймона.

### Цивільне управління та анексія
Густав Симон був призначений шефом - формальним лідером Zivilverwaltung (CDZ; «начальник цивільної адміністрації») по Верховному командуванню сухопутних військ 21 липня 1940 року  Потім Люксембург був включений до складу CdZ-Gebiet Люксембург 29 липня. Будучи спочатку підпорядкованим військовим командуванням у Бельгії та на півночі Франції, Саймона у своєму призначенні 2 серпня підтвердив сам Адольф Гітлер, зазначивши, що він підпорядковувався безпосередньо фюреру і нікому іншому. Це дало йому широкий ступінь автономії щодо військової та цивільної влади нацистської Німеччини.
Саймон, який також був гауляйтером сусіднього Гау-Трір-Кобленца, пізніше Мозелланда (Гауляйтер був титулом, що позначає лідера регіонального осередку нацистської партії), очолив пропагандистську та пізніше терористичну кампанію, відому як Хейм на Рейху, переконати населення, що вони є етнічними німцями і є природною частиною Третього Рейху. Його метою було "якнайшвидше повернути Люксембург німецькій державі". Він був переконаний, що люксембургцям потрібен лише рівень освіти та просвіти, щоб добровільно заявити про свою вірність Німеччині.  Він вивів це з віри в те, що вони насправді були німцями "по крові і за походженням".  Для гауляйтера люксембурзька незалежність була "абсурдною ідеєю", яка існувала лише тому, що монархія та уряд її виховували: якщо люксембургцям будуть показані докази їхньої приналежности до німецької нації, воля до незалежности повинна зникнути.

## Життя в окупованому Люксембурзі
Спочатку широка громадськість реагувала повільно, все ще відчуваючи шок від вторгнення 1914–1918 років. Крім того, королівська сім'я та уряд мовчки втекли у вигнання. Більшість населення тримала голови низько, щоб уникнути будь-якого конфлікту з владою; інші брали участь в актах пасивного опору.

### Германізація
Адміністрація Саймона, яка прибула до Люксембургу, повністю переконала, що "німецькість" люксембуржців просто лежить під тонким зовнішнім шаром французького впливу. Це, своєю чергою, означало, що, з певним рішучим "розплутуванням" його адміністрацією, німецький характер населення по суті виявиться.
Саймон мав дві чіткі цілі:
- Нацифікація та германізація Люксембургу, тобто вимирання всього, що не було німецьким джерелом, як французькі імена та слова французького походження чи французький спосіб життя
- Знищення та розчленення люксембурзьких державних установ та включення країни до Третього рейху

Його перша серія указів чітко продемонструвала цю політику:
- 6 серпня 1940: німецька стала єдиною офіційною мовою, а використання французької мови було заборонено. Заборона стосувалася службового та адміністративного користування, а також повсякденного життя. Були включені французькі вислови ввічливості, такі як "Bonjour", "Merci", "Monsieur", "Madame" тощо: люди, які вітали один одного, мали сказати "Heil Hitler".
- Осінь 1940 року. Політичні партії та незалежні профспілки, Парламент та Державний собор були розпущені.[3] Усі організації громадянського суспільства та преса були піддані нацистському контролю.
- До кінця 1940 року. Було запроваджено німецьке законодавство, включаючи Зондергеріхте та Нюрнберзьке законодавство.
- 31 січня 1941 р.: Французькі звучачі прізвища, імена та назви вулиць, міст, магазинів та компаній були германізовані, тобто перекладені на їх німецький аналог або просто замінені чимось більш німецьким.[4] Анрі став Генріхом, Дюпон - Брюкнером.
- 18 лютого 1941 р.: Заборонено носити бере (традиційну шапку з країни Північних Басків).
- З травня 1941 року багато люксембурзької молоді було наказано взяти участь у Reichsarbeitsdienst.

Розгорнулася масштабна пропагандистська кампанія з метою впливу на населення, тоді як не лише дисидентам та критикам, але й викладачам, чиновникам та провідним діловим діячам загрожували втратити роботу, якщо вони не вступлять до нацистських організацій, що призвело до значно більшого набору з усіх професій. Центральний реєстр задокументував особисту думку щодо нацистського режиму майже кожного громадянина. Люди, які відкрито виступали проти режиму, втрачали роботу або були депортовані, головним чином до Східної Німеччини, а в найгірших випадках відправлялися до таборів смерті, де багато з них були вбиті.
Окупаційна влада намагалася охопити Люксембург мережею політичних, соціальних та культурних організацій, таких як також існувала в Німеччині, включаючи Гітлерюгенд, Лігу німецьких дівчат, Winterhilfswerk, NS-Frauenschaft та Deutsche Arbeitsfront.

### Католицька церква
Католицька церква в Люксембурзі була відносно мовчазною під час війни і не виявляла громадської позиції щодо долі євреїв або нацистського режиму. З одного боку, єпископ, Джозеф Лоран Філіпп, був прикутий до ліжка через хворобу, і тому він не знаходився в жодному штаті, щоб надати активну опозицію. З іншого боку, єпископ не хотів ще більше протистояти окупантам і загрожувати і без того нестабільному релігійному життю Церкви, яке було сильно обмежене у воєнний час. Однак єпископ Філіпп відмовився зустрічатися з нацистським керівництвом і зробив підготовку на випадок, якщо його посада стане вакантною.
Церква бачила загрозу самому своєму існуванню, оскільки її витіснило з суспільного життя антирелігійна політика нацистів : публічні релігійні заходи, такі як святкування Октави або танцювальна хода, були заборонені, християнські організації були розпущені, релігійна освіта в школах була скасовано, а заборона на релігійні ордени була введена.
У той же час адміністрація єпархії залишалася однією з небагатьох люксембурзьких установ, яка залишалася недоторканою під час війни, хоча це деякий час викликало сумніви, і депортація єпископа розглядалася окупаційною владою.

### Опір
Люксембурзький опір здійснювала лише незначна частина населення. Його формування спочатку відбувалося спонтанно і повільно. Перші групи були сформовані з осені 1940 р. До літа 1941 р. Спочатку вони працювали без координації та з різних мотивів, наприклад, ліберали, які виступали проти антиєврейської політики та на користь демократії, а також консервативні римо-католики з часом більш-менш антинаціональними соціалістичними тенденціями. Деякі з останньої категорії також одночасно виступали проти Радянського Союзу та " більшовизму ", сподіваючись, що генерали Вермахту переможуть Йосипа Сталіна та Червону Армію, одночасно приховуючи євреїв та антинацистське духовенство разом у своїх господарствах. До Люксембурзького опору приєдналася Комуністична партія Люксембургу лише після вторгнення в СРСР у червні 1941 року.
Діяльність Опору була в основному спрямована на підрив німецької монополії на інформацію та надання моральної підтримки населенню шляхом розповсюдження контрпропаганди з уст в уста, листівки, плакати та пізніше цілими газетами. Крім того, Опір допоміг військовополоненим союзникам та збитим пілотам, "дезертирам" із Вермахту та іншим люксембургцям, які перебувають під загрозою переходу, кордони з Бельгією чи Францією. Введення до Вермахту примусової праці та призову на військову службу додало до завдань Опору: велика кількість молоді, яка відмовлялася служити в збройних силах Німеччини, тепер повинна була бути схована по всій країні, утримуватися в безпеці та годуватися, або допомагати втекти за кордон. Також збирали продовольство та гроші, щоб допомогти сім'ям тих, кого заарештували, депортували або звільнили з роботи. Дедалі важливішою частиною діяльности Опору було надання військової, політичної та економічної розвідки союзникам. Хоча деякі акти саботажу мали місце, вони були рідкісними, і їх вважали занадто ризикованими в маленькій країні, де немає віддалених районів, куди вони могли б виїхати. З подібних причин збройні бої Опору проти окупантів були рідкістю. Нарешті, багато рухів налагодили контакт із урядом еміграції, союзниками та французьким та бельгійським рухами опору, причому багато молодих людей приєдналися до збройного опору у Франції та Бельгії.
Декілька відомих католицьких та комуністичних домогосподарств, а також багато парафій та приорів також тримали низку єврейських люксембурзьких цивільних та іноземних євреїв прихованими та безпечними.

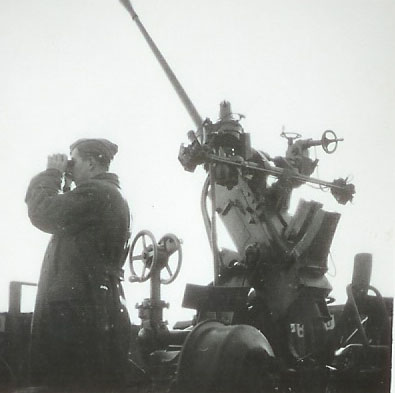
Люксембуржці, які проходили службу в німецькій армії як Luftwaffenhelfer

Ненасильницький пасивний опір був широко поширений у Люксембурзі в той період. З серпня 1940 року відбувся " Шпенгельскріх" ("війна шпильок "), коли люксембуржці носили патріотичні значки (із зображенням національних кольорів або великої княгині), прискорюючи атаки ВДБ.
У жовтні 1941 р. Німецькі окупанти взяли участь в опитуванні люксембургських цивільних осіб, яких попросили вказати свою національність, рідну мову та свою расову групу, але всупереч німецьким очікуванням 95% відповіли "люксембурзьким" на кожне питання. Відмова оголосити себе громадянами Німеччини призвела до масових арештів.
Особливо непопулярним був призов на військову службу. 31 серпня 1942 року, незабаром після оголошення про те, що призов на військову службу буде розповсюджений на всіх чоловіків, народжених між 1920 і 1927 роками, у місті Вільц на півночі розпочався страйк. Страйк швидко поширився, паралізуючи фабрики та галузі Люксембургу. Страйк був швидко репресований, а його керівники арештовані. 20 було суджено перед спеціальним трибуналом (німецькою мовою - " Standgericht ") і страчено розстрілом у сусідньому концтаборі Хінцерт.  Проте протести проти призову продовжувались і 3500 люксембургців покинуть німецьку армію після призову.

### Співпраця
Співпраця з нацистською окупацією - аспект, про який рідше говорять у Люксембурзі. Дослідження показали, що співпраця була явищем у всіх шарах суспільства. Однак спостерігалося надмірне представництво державних службовців серед співробітників. У середньому колаборанти були молодшими за загальне населення.  На початку вересня 1944 р. Близько 10 000 людей виїхали з Люксембургу разом із німецькою цивільною адміністрацією: загалом передбачається, що це складалося з 3500 співробітників та їх сімей.  У 1945 р. 5 101 люксембуржці, у тому числі 2857 чоловіків та 2244 жінки, перебували у в'язниці за політичну діяльність, що становило 1,79% населення. 12 співробітників були засуджені до смертної кари і розстріляні в місті Рекенталь в місті Люксембург. 249 засуджено до примусових робіт, 1366 - до тюрми та 645 - до робочих будинків.

### Репресії
Зіткнувшись із опозицією широкої громадськості, режим вжив жорстоких заходів проти будь-якої форми опору. Після загального страйку 1942 р. Густав Симон оголосив надзвичайний стан і ввів німецький Standgerichte. Тисячі людей були заарештовані та піддані тортурам. Сотні були вбиті в концтаборах. Цілі сім'ї були депортовані до Східної Німеччини і замінені німецькими сім'ями, переважно з Південного Тиролю та Східної Європи. Символом цього терору стала штаб-квартира гестапо, вілла Паулі. 
У серпні 1940 року гестапо створило штаб-квартиру на віллі Паулі в Люксембурзі, а виїзні офіси - у віллі Селігманн в Еші та віллі Контер у Дікірху.
9 вересня 1942 р. Гауляйтер оголосив "операцію переселення Люксембургу". З тих пір до 1944 року понад 1410 сімей (4200 осіб) були переселені на Схід, Судети та Верхню Сілезію. Їхнє майно було вкрадено, і їх мали навчити перетворюватися на "добрих німців", забороняючи їм повертатися до Люксембургу. З 1943 року, крім сімей, депортованих з політичних причин, німці почали переселяти сім'ї, чиї сини ухилялися від призову до Вермахту або які дезертирували із своїх частин. З цих переселених людей 73 померли в таборах, у тому числі 9 дітей, в основному через недоїдання та відсутність медичних закладів.

## Голокост
До вторгнення в Люксембурзі проживало 3900 євреїв, багато з яких - біженці з Німеччини та Австрії. У ніч на 10 травня 1940 року близько 1600 з них залишили країну.  Після того, як Саймон запровадив Нюрнберзькі закони, життя єврейського населення стало нестерпним. Їхні магазини, майно та гроші були конфісковані, а всіх службовців євреїв звільнено. Їм не дозволяли знаходитись у громадських будівлях або утримувати домашніх тварин. До 15 жовтня 1941 року ще 1500 євреїв залишили країну за наказом влади. Гестапо супроводжувало їх до Франції та Іспанії, але, оскільки там їх не прийняли, вони пішли в нескінченну одісею.
23 серпня 1941 року було введено комендантський час для єврейського населення, і вони були знижені до громадян другого класу. Синагоги в Люксембурзі та Еш-сюр-Альзетті були зруйновані; ті, що були в Еттельбруку та Мондорф-ле-Бені, були спустошені. Нацисти сконцентрували більшість із 800 євреїв, що залишилися, у старому монастирі Цинкфонтен (Фюнфбруннен). Звідси їх депортували на 7 поїздах з 16 жовтня 1941 року по 17 червня 1943 року в гетце Ліцманнштадт та концтабори Люблін та Терезієнштадт, а з 1943 року безпосередньо до табору знищення Освенцім.
17 червня 1943 року Густав Саймон оголосив Люксембург Юденфреєм. З 683 депортованих вижили лише 43.

## Визволення

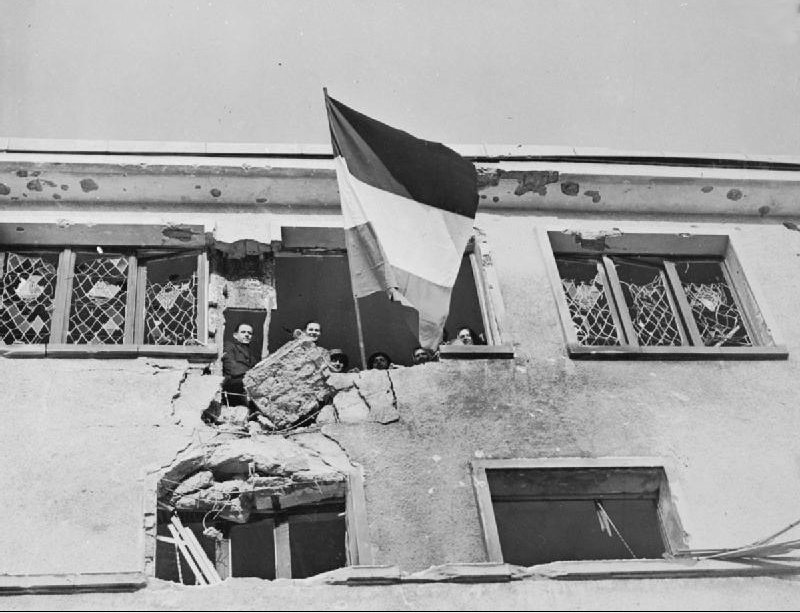
Громадянські у Вільц під віктором міста під час звільнення міста американськими силами

Люксембург був звільнений силами союзників у вересні 1944 року, зокрема Бойовим командуванням армії США (CCA), 5-й бронетанковою дивізією. Перші американські сили увійшли на територію Люксембургу поблизу Петанге 9 вересня, а столицю звільнили 10 вересня 1944 р. Німці відступили, не воюючи. До 12 вересня було звільнено 90% Великого князівства.  За місяць до початку битви за Опуклість 250 солдатів Ваффен-СС безуспішно намагалися відвоювати місто Віанден у Люксембурзького Опору під час Битви при Віандені. Під час битви за Опуклість північну частину країни вразила артилерія спецпідрозділу, який німці розробили для відправки снарядів до 40 км (25 миля) (див. V3 ), але німці не повернули місто.

## Жертви та збитки
Загалом під час Другої світової війни загинуло 5700 громадян Люксембургу, що відповідає 2% населення 1940 року, що є найбільшою такою втратою в Західній Європі.

## Спадщина
Уряд в еміграції в 1941 році оголосив усі заходи німецьких окупантів нікчемними, що було підтверджено в 1944 році. Однак там також зазначено, що "[ні] якщо в німецькій системі все погано, нам би добре було зберегти деякі інституції, які вони запровадили". Отже, повернувшись засланим урядом, він дозволив деяким німецьким нормам та розпорядженням у сферах трудового законодавства, податкового законодавства та соціального законодавства залишатися в силі.
Після війни була створена організація "Ons Jongen " ("Наші хлопці"), яка представляла люксембурзьких військовозобов'язаних у Вермахті. 10 000 постраждалих молодих чоловіків та їхніх родин становили значну силу в країні з близько 300 000 жителів; вони лобіювали як уряд Люксембургу, так і Федеративну Республіку Німеччина; пізніше їх представляла "Федерація жертв нацизму, примусово призвана до війська". Окрім лобіювання, організація також провела ювілейну роботу. Це майже напевно сприяло уповільненню нормалізації німецько-люксембурзьких відносин.
Центр документації та досліджень опору та Центр документації та досліджень примусового призову на військову службу були засновані відповідно у 2002 та 2005 роках для проведення досліджень періоду німецької окупації. Вони фінансуються урядом.
Період німецької окупації представлений у таких драматичних фільмах: Déi zwéi vum Bierg (1985), Der neunte Tag (2004), Réfractaire (2009) та Emil (2010); це також тема документального фільму 2004 року " Хейм ін Рейх".
Кілька назв вулиць у столиці названі на честь подій Другої світової війни в Люксембурзі або віддають належне військовим чи політичним лідерам союзників у війні, особливо тим, хто взяв участь у звільненні Люксембургу:
- Allée des Résistants et des Déportés
- Авеню Шарля де Голля
- Авеню дю Дікс-вересня
- Бульвар д'Авранш
- Бульвар Франкліна-Д.-Рузвельта [16]
- Бульвар Генерала-Джорджа-С.-Паттона
- Рю де ла Грев
- Place des Martyrs
- Rue du Plébiscite [17]
- Рю генерал-майор-Лансфорд-Е.-Олівер
- Rue George-C.-Marshall

## Подальше читання
- Braun, Josy (2002). L'administration municipale: De l'organisation luxembourgeoise au régime nazi (PDF). Ons Stad (71). Архів оригіналу (PDF) за 16 серпня 2016.
- Dostert, Paul (1985). Luxemburg zwischen Selbstbehauptung und nationaler Selbstaufgabe: Die deutsche Besatzungspolitik und die Volksdeutsche Bewegung 1940-1945 (нім.). Luxembourg: Editions Saint-Paul.
- Dostert, Paul. Historique de la Villa Pauly. Seconde Guerre mondiale - Centres de Documentation et de Recherche sur la Résistance et sur l'Enrôlement forcé.
- Engel, Marcel; Hohengarten, André (1983). Das SS-Sonderlager im Hunsrück 1939-1945. Luxembourg: Editions St. Paul.
- Fisch, René; Molitor, E (1991). Die Luxemburger Kirche im 2. Weltkrieg: Dokumente, Zeugnisse, Lebensbilder. Luxembourg: Editions Saint-Paul.
- Fletcher, William Allen (1970). The German Administration in Luxemburg 1940–1942: Toward a ‘de facto’ Annexation. The Historical Journal. 13 (3): 533—544. doi:10.1017/s0018246x00009304.
- Hohengarten, André (2002). Die Nazi-Gewaltherrschaft in Luxemburg-Stadt (PDF). Ons Stad (71): 5—11.
- Krier, Émile (1978). Deutsche Kultur- und Volkstumspolitik von 1933-1940 in Luxemburg. Bonn: Universität.
- Lesch, Paul (2002). Les Luxembourgeois et le cinéma allemand au cours de l'Occupation (PDF). Ons Stad (71).
- May, Guy (2002). Die Straßenbezeichnungen der Stadt Luxemburg unter deutscher Besatzung (1940-1944) (PDF). Ons Stad (71). Архів оригіналу (PDF) за 4 березня 2016.
- Nonnenmacher, Georges Gilbert (1966). La grande honte de l'incorporation de force des Alsaciens-Lorrains, Eupenois-Malmédiens et Luxembourgeois dans l'armée allemande au cours de la deuxième guerre mondiale (фр.). Colmar.
- Powaski, Ronald E. (2008). Lightning War: Blitzkrieg in the West, 1940. Book Sales, Inc. ISBN 978-0-7858-2097-0.
- Quadflieg, Peter M. (2008). "Zwangssoldaten" und "Ons Jongen". Eupen-Malmedy und Luxemburg als Rekrutierungsgebiet der deutschen Wehrmacht im Zweiten Weltkrieg (нім.). Aachen. ISBN 978-3-8322-7078-0.
- Raths, Aloyse (2008). Unheilvolle Jahre für Luxemburg - Années néfastes pour le Grand-Duché. Luxembourg.
- Spang, Paul (1982). Von der Zauberflöte zum Standgericht. Naziplakate in Luxemburg 1940-1944. Editions St. Paul.
- Thewes, Guy (2002). Nationalsozialistische Architektur in Luxemburg (PDF). Ons Stad (71). Архів оригіналу (PDF) за 14 лютого 2019. Процитовано 15 березня 2021.
- Thewes, Guy (2008). A propos ... Histoire du Grand-Duché de Luxembourg (PDF). Luxembourg: Imprimerie Hengen. ISBN 978-2-87999-093-4.
- Trausch, Gilbert (2003). L'Histoire du Luxembourg: Le destin d'un 'petit pays' (фр.). Toulouse: Editions Privat.
- Volkmann, Hans-Erich (2010). Luxemburg im Zeichen des Hakenkreuzes: eine politische Wirtschaftsgeschichte 1933 bis 1944 (нім.). Paderborn: Schöningh. ISBN 978-3-506-77067-7.
- Weber, Paul (1948). Geschichte Luxemburgs im Zweiten Weltkrieg. Luxembourg: V. Buck.
- Заріз, Рут. «Євреї Люксембургу під час Другої світової війни» Дослідження Голокосту та геноциду № 7 (1993). стор. 51–66.